# 陈皓桓
陈皓桓（英語：Figo Chan Ho-wun，1996年4月3日—），是香港一名社会活动家，前民间人权阵线召集人。

## 简介
崇真書院就讀期間，一次学校安排在6月5日考试，陈皓桓向校长建言为纪念六四事件，学校应当休假一日。
2014年10月13日，陳皓桓在中銀大廈外被當時71歲的維園阿伯文浩泉捏著頸部，翌年文浩泉被判襲擊罪成，監禁七日，文浩泉向香港大學的校園免費法律諮詢計劃求助，事後香港大學法律學院委派教授張達明代表文浩泉上訴並成功脫罪，張達明又指香港大學的校園法律諮詢計劃不會拒絕受理任何市民的求助。

## 社会运动

### 與多名泛民主派人士同日在大圍捕被拘捕
2020年4月18日，李柱銘與多名同屬前任及現任立法會議員和多名泛民主派人士，包括區諾軒、梁國雄、楊森、李卓人、吳靄儀、單仲偕、何俊仁、何秀蘭、梁耀忠、黎智英、時任民陣副召集人陳皓桓、社民連的吳文遠、黃浩銘和民主黨的蔡耀昌達15人，被警方以參加於2019年8月18日，10月1及20日的未經批准集會為由，以非法集結為名於同日作出拘捕。5月18日下午，案件被告於西九龍裁判法院提堂，分三案處理，暫毋須答辯，控方申請押後案件四周至6月1 日再訊，以便控方準備文件將案件轉介至區域法院處理，期間各被告獲准各以1,000元保釋候訊。
2020年6月30日，中国人大常委通过“港版国安法”，民间人权阵线同日宣布遣散香港本土成员，陈皓桓以个人名义宣布将发起七一游行，反对该法。
2020年12月7日，陈皓桓因涉嫌與民主黨前主席胡志偉及東區區議會議員曾健成等人，煽惑他人參與未經批准集結，並涉嫌在7月1日，組織一個未結批准集結及明知而參與未經批准集結罪。曾健成及胡志偉亦於社交網站稱，早上遭到警方上門拘捕。
2021年5月28日，陳皓桓聯同其他9名被告，因2019年十一國慶未經批准集結，被判罪成，陳皓桓連同另一項煽惑他人參與未經批准結罪, 被判囚18個月。其他被告包括楊森、李卓人、梁國雄、何俊仁、單仲偕和何秀蘭。
2021年9月13日，陳皓桓在獄中收到警方通知，就2019年9月15日港島遊行，他被控一項「明知而參與未經批准集結」罪。

## 資料来源與註釋
1. ↑  關震海. . 明周文化. 2017-08-13  [2020-12-08]. （原始内容存档于2020-09-24）.
2. ↑  . 立場新聞. 2015-07-16  [2021-10-28]. （原始内容存档于2021-10-28）.
3. ↑  . 東方日報 (香港). 2016-03-02  [2021-10-28]. （原始内容存档于2021-10-28）.
4. ↑  . 立場新聞. 2016-03-01  [2021-10-28]. （原始内容存档于2021-10-29）.
5. ↑  .   [2020-09-11]. （原始内容存档于2020-06-07）.
6. ↑  . 立場新聞. 2020-05-18  [2020-05-18]. （原始内容存档于2020-06-04）.
7. ↑  萧静. . 新唐人电视台. 2020-07-01  [2020-12-08]. （原始内容存档于2020-11-02）.
8. ↑  . Yahoo香港. 2020-12-08  [2020-12-08].
9. ↑  . rthk. 2021-05-28  [2021-10-02]. （原始内容存档于2021-10-02）.
10. ↑  . 立場新聞. 2021-09-13  [2021-09-13]. （原始内容存档于2021-10-11）.

## 外部連結
- 陈皓桓的Facebook專頁

| 政黨職務      | 政黨職務                                         | 政黨職務             |
| ------------- | ------------------------------------------------ | -------------------- |
| 前任： 岑子杰 | 民間人權陣線召集人 2020年10月21日－2021年5月28日 | 繼任： 鍾松輝        |
| 前任： 不詳   | 民間人權陣線副召集人 2018年－2020年10月          | 繼任： 何啟明 黃亦武 |